# Võ gậy tại Đại hội Thể thao Đông Nam Á 2005
Bộ môn võ gậy, quốc võ của Philippines, lần thứ hai được đưa vào chương trình thi đấu tại một kỳ Đại hội thể thao Đông Nam Á SEA Games 2005 trong hai ngày mùng 3 và mùng 4 tháng 12, 2005. Lần đầu tiên khi Đại hội được tổ chức tại Manila, Philippines năm 1991. Môn thi đấu này là sự tranh chấp giữa hai đoàn Philippines và Việt Nam. Ngoài ra, võ gậy cũng giúp Đông Timor giành được 3 tấm huy chương đầu tiên tại một kỳ SEA Games.
| Tổng sắp huy chương SEA Games 2005 Bộ môn võ gậy |             |      |     |      |      |
| Hạng                                             | Đoàn        | Vàng | Bạc | Đồng | Tổng |
| 1                                                | Philippines | 3    | 3   | 0    | 6    |
| 2                                                | Việt Nam    | 3    | 3   | 0    | 6    |
| 3                                                | Đông Timor  | 0    | 0   | 3    | 3    |
| 4                                                | Campuchia   | 0    | 0   | 2    | 2    |
|                                                  | Tổng        | 6    | 6   | 5    | 17   |

## Bảng thành tích

### Biểu diễn cá nhân nam
- Vàng:  Nguyễn Quang Tùng (Việt Nam)
- Bạc:  Regie Sanchez (Philippines)
- Đồng:  Phann Piseth (Campuchia)

### Biểu diễn cá nhân nữ
- Vàng:  Nguyễn Thị Mỳ (Việt Nam)
- Bạc:  Mylen Garson (Philippines)
- Đồng:  Francisca Vaneta(Đông Timor)

### Biểu diễn đồng đội nam
- Vàng:  Peter Kelvin Celis, Glenn Llamador, Nathan Ben Dom (Philippines)
- Bạc:  Nguyễn Thanh Tùng, Trần Thanh Tùng, Trần Đức Nghĩa (Việt Nam)
- Đồng:  Phann Piseth, Lay Rayon, Yeuth Meth (Campuchia)

### Biểu diễn đồng đội nữ
- Vàng:  Rochelle Quirol, Catherine Ballenas, Aireen Parong (Philippines)
- Bạc:  Nguyễn Thị Hà, Nguyễn Thị Loan, Vũ Thị Thảo (Việt Nam)

### Đối kháng cá nhân nam
- Vàng:  Nguyễn Thanh Quyền (Việt Nam)
- Bạc:  Reneto Tunacao (Philippines)
- Đồng:  Fortunato Soares (Đông Timor)

### Đối kháng cá nhân nữ
- Vàng:  Anna Joy Fernandez (Philippines)
- Bạc:  Lê Thị Thanh Huyền (Việt Nam)
- Đồng:  Elisabeth Yanti Almeda Dois Reis (Đông Timor)